# Zitadelle Sisteron

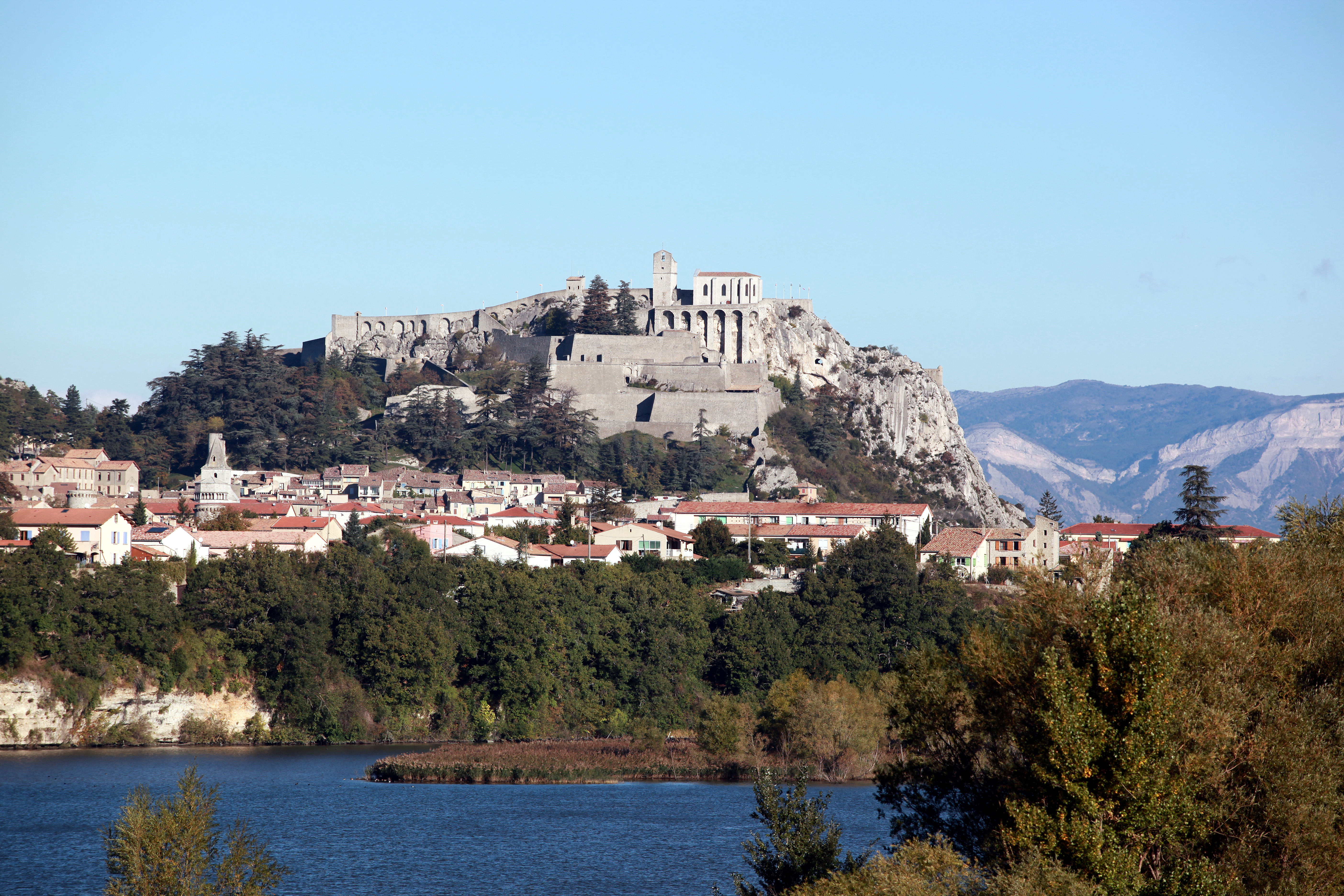
Die Zitadelle von Sisteron (aus südöstlicher Richtung)

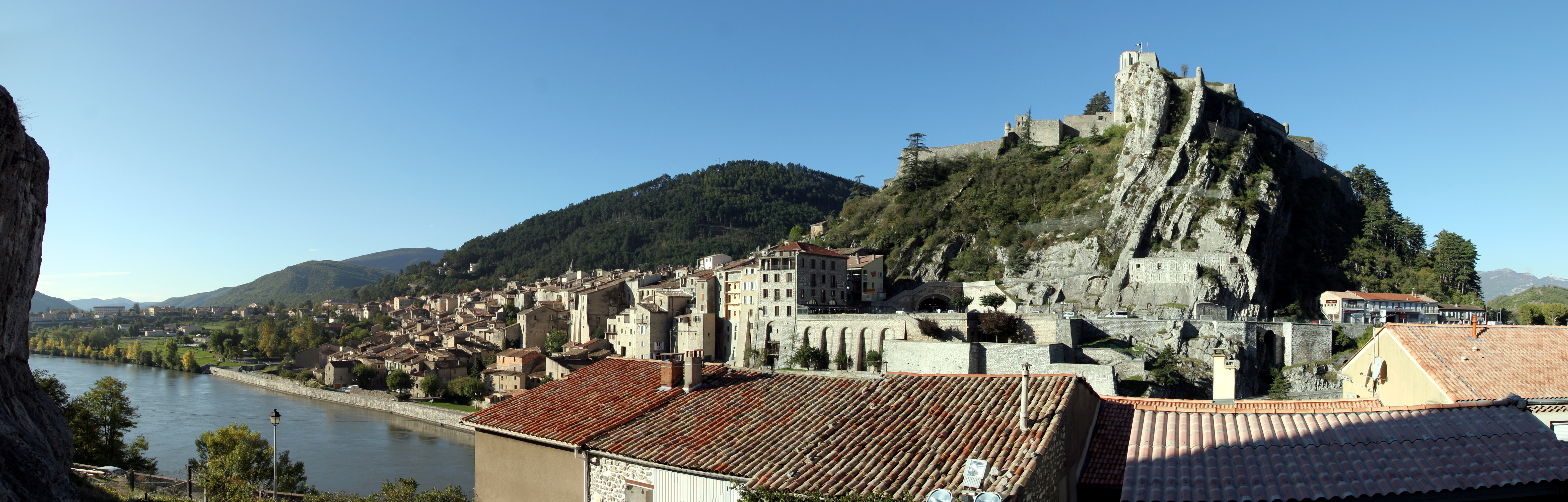
Die Zitadelle von Sisteron (aus nordöstlicher Richtung); im Tal die Durance

Die Zitadelle Sisteron (französisch Citadelle de Sisteron) ist eine Festung in Sisteron im französischen Département Alpes-de-Haute-Provence der Region Provence-Alpes-Côte d’Azur. Sie liegt strategisch günstig auf einer Höhe von 550 m auf einem Felsen an der Einmündung des Buëch in die Durance.

## Geschichte

### Militärische Nutzung bis 1920

Karte des Orts und der Zitadelle von Sisteron (um 1752)

Der heutige Standort der Zitadelle war schon in der Antike befestigt. Schriftliche Zeugnisse über eine „Burg“ oder „Wache“ von Sisteron sind erst ab dem 11. Jahrhundert zu finden.
In der heutigen Form wurde die Zitadelle Ende des 16. Jahrhunderts durch Festungsbaumeister Jean Errard de Bar-le-Duc errichtet. Nach dem Eindringen von savoyischen Truppen unter Viktor Amadeus II. hat Sébastien Le Prestre de Vauban im Jahr 1692 umfassende Umbauten zur stärkeren Verteidigung geplant, von denen allerdings zunächst nur einige Maßnahmen (Pulvermagazin, Brunnen) umgesetzt wurden.
Im Ersten Weltkrieg wurde die Zitadelle Sisteron als Gefängnis für deutsche Kriegsgefangene genutzt. Erst im Jahr 1920 wurde die Festung demilitarisiert, das heißt, sie wurde vom französischen Staat als Militärstützpunkt aufgegeben.

### Nutzung als Internierungslager während des Zweiten Weltkriegs
Sisteron gehörte in der Zeit der deutschen Besetzung Frankreichs unter den Bedingungen des Waffenstillstands von Compiègne ab 22. Juni 1940 zum sogenannten unbesetzten Frankreich. In der Zitadelle wurde ein Internierungslager sowohl für sogenannte „unerwünschte“ französische und politische Häftlinge als auch gewöhnliche Kriminelle eingerichtet. Das Lager Sisteron wurde von französischen Gefängniswärtern bewacht. Im August 1940 wurde es zum CSS (französisch camp de séjour surveillé ‚Lager für betreuten Aufenthalt‘). Im Mai 1941 wurden die politischen Häftlinge aus der Zitadelle Sisteron in das Lager Saint-Sulpice-la-Pointe verlegt. Die Zitadelle wurde damit zunächst ausschließlich für gewöhnliche Kriminelle und ab November 1942 für Schwarzmarktkriminelle vorgesehen. Ende des Jahres 1943 wurden 165 Politiker aus dem Lager Carrère (Lot-et-Garonne) in die Zitadelle verlegt. Unter ihnen Victor Leduc und Robert Rossi (zukünftiger FFI-Kommandeur der Region Provence-Côte d’Azur), die im Januar 1944 aus der Zitadelle entkamen. Ab dem Jahr 1944 wurde das Lager von deutschen Soldaten bewacht. Im Mai 1944 trafen Internierte aus dem Lager Saint-Sulpice-la-Pointe ein. Am 8. Juni 1944 fand ein kollektiver Ausbruch statt, und die FTPF befreiten die letzten Internierten am 21. Juli 1944.
Chronologie der Verwaltungsmaßnahmen bezüglich des Lagers in der Zitadelle Sisteron:
- 12. November 1938 - nach den Novemberpogromen 1938 und einem massiv ansteigenden Flüchtlingsstrom aus dem Deutschen Reich erlässt die französische Regierung ein Dekret, das die Einrichtung spezieller Zentren für die Internierung „unerwünschter Ausländern“ vorsieht
- 12. April 1939 - Dekret vom 12. April 1939 über die Gründung des CTE (französisch Compagnies de Travailleurs Étrangers ‚Spezialeinsatzkräfte der französischen Polizei für ausländische Arbeiter (unerwünschte Ausländer)‘)
- 27. September 1940 - Gesetz über die Gründung der GTE (französisch Groupements des Travailleurs Étrangers ‚Internierung von ausländischen Arbeitern (unerwünschten Ausländern)‘)
- 2. November 1940 - Die Vichy-Regierung widerruft 3 Präfekten und stellt neue zur Verfügung. M. Jouany, Präfekt von Ille-et-Vilaine, M. Moulin, Präfekt von Eure-et-Loir, und M. Morel, Präfekt in den Hautes Alpes
- 22. Februar 1941 - Dekret über die Sanktionen, die bei den GTE anzuwenden sind
- 26. August 1942 - Razzia gegen ausländische Juden durch die Vichy-Polizei in den Alpes-Maritimes, den Basses-Alpes (54 Personen) und im Fürstentum Monaco
- 8. September 1943 - Razzia der Gestapo gegen Juden in den Alpes-Maritimes
- 2. November 1945 - Verordnung über die Auflösung der GTE

Während eines alliierten Bombenangriffs auf Sisteron am 15. August 1944 wurde auch die Zitadelle und insbesondere deren Kapelle beschädigt.

### Museale Nutzung seit 1956
1956 gründete sich der Verein Arts, Théâtre, Monuments (A.T.M.), um die Zitadelle Sisteron mit dem Erlös von Eintrittskarten zu erhalten und zu restaurieren. Von 1970 bis 1980 wurde die im Krieg zerstörte Kapelle wieder aufgebaut und mit bunten Glasfenstern versehen.
Heute ist fast die gesamte Festungsanlage der Zitadelle von März bis November für Besucher gegen Eintritt zugänglich. Es gibt auf dem Gelände mehrsprachige Audioinstallationen und eine kleine Sammlung von historischen Kutschen.
Neben der Kapelle können innerhalb der Festung noch einige Räume mit Ausstellungen zur Geschichte der Zitadelle besichtigt werden. Am Nordhang innerhalb der Festungsanlage besteht seit den 1930er Jahren ein Freilichtbühne, auf der unter anderem jährlich das Festival Nuits de la Citadelle stattfindet.